# Dixie

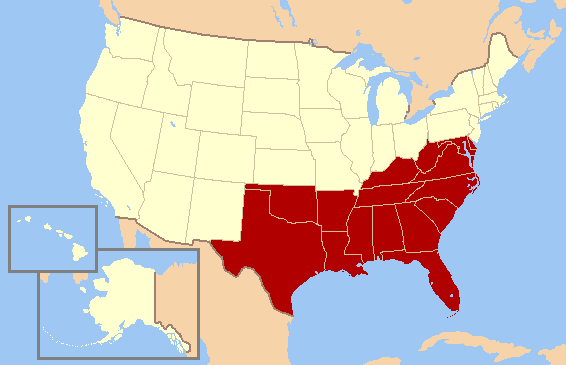
Sydstaterna såsom de är definierade av den federala myndigheten United States Census Bureau.

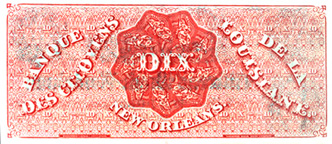
Tiodollarsedel utgiven i New Orleans under tidigt 1800-tal.

Dixie, ibland Land of Dixie eller Dixieland, benämning på sydstaterna i USA. Namnet sägs härstamma från en tiodollarssedel utgiven under tidigt 1800-tal i Louisiana med texten "Ten" på ena sidan, och "Dix" ("tio" på franska) på den andra sidan.